# A Vida Invisível (2019)
A Vida Invisível é um filme teuto-brasileiro, dos gêneros drama e romance, dirigido por Karim Aïnouz, que também escreve o roteiro em colaboração com Murilo Hauser e Inés Bortagaray, baseado no livro A Vida Invisível de Eurídice Gusmão, da escritora pernambucana Martha Batalha. Carol Duarte e Julia Stockler estrelam o filme como as irmãs Eurídice e Guida, respectivamente, que são separadas e buscam se reencontrar durante toda a vida. O filme ainda conta com Gregório Duvivier, António Fonseca, Flávia Gusmão, Nikolas Antunes e a participação especial de Fernanda Montenegro.
O filme teve sua estreia mundial em 20 de maio de 2019 no Festival de Cannes, onde ganhou o prêmio da  Mostra Um Certo Olhar, no Festival de Cannes de 2019, e foi lançado no Brasil em 21 de novembro de 2019, pela Vitrine Filmes. Aclamado pela crítica, o filme recebeu indicações a diversos prêmios. Em 27 de agosto de 2019, foi escolhido pela Academia Brasileira de Cinema entre doze longas brasileiros para representar o Brasil no Oscar de melhor filme estrangeiro na 92ª edição do prêmio, porém não conseguiu entrar na lista dos dez pré-indicados.

## Sinopse
Rio de Janeiro, 1950. Eurídice (Carol Duarte/Fernanda Montenegro), 18, e Guida (Julia Stockler), 20, são duas irmãs inseparáveis que moram com os pais em um lar conservador. Ambas têm um sonho: Eurídice o de se torna pianista profissional e Guida de viver uma grande história de amor. Mas elas acabam sendo separadas pelo pai e forçadas a viver distantes uma da outra. Sozinhas, elas vão lutar para tomar as rédeas dos seus destinos, enquanto nunca desistem de se reencontrar.

## Elenco
| Ator/Atriz             | Personagem                                 |
| ---------------------- | ------------------------------------------ |
| Carol Duarte           | Eurídice Gusmão Campelo (jovem)            |
| Julia Stockler         | Ana Margarida "Guida" Gusmão/ Gisele       |
| Fernanda Montenegro    | Eurídice Gusmão Campelo                    |
| Gregório Duvivier      | Antenor Campelo                            |
| António Fonseca        | Manoel Gusmão                              |
| Flávia Gusmão          | Ana Gusmão                                 |
| Cristina Pereira       | Cecília Gusmão Campelo (adulta)            |
| Lummy Kin              | Nara                                       |
| Bárbara Santos         | Filomena "Filó" Delfina Saraiva dos Santos |
| Marcio Vito            | Dr. Osvaldo                                |
| Nikolas Antunes        | Yorgus                                     |
| Maria Manoella         | Zélia                                      |
| Hugo Cruz              | Feliciano                                  |
| Pablo Pêgas            | Manoel Gusmão Neto                         |
| Thales Miranda         | Francisco "Chico" Gusmão, filho de Guida   |
| Maria Carolina Basílio | Cecília Gusmão Campelo, filha de Eurídice  |
| Eduardo Tornaghi       | Douglas, professor de piano de Eurídice    |
| Flávio Bauraqui        | Dr. Alberto Macedo Gomes de Paula (Macedo) |
| Cláudio Gabriel        | Tonico                                     |

## Produção
O filme é uma coprodução entre Brasil e Alemanha. Foi realizado em parceria entre Canal Brasil, Pola Pandora, Filmproduktions, RT Features e Sony Pictures. Com direção de Karim Aïnouz, esta é a segunda parceria com o produtor Rodrigo Teixeira, o qual havia produzido outro filme de Aïnouz, O Abismo Prateado. Trata-se de uma adaptação do romance A Vida Invisível de Eurídice Gusmão, publicado em 2016, que trata sobre o machismo estrutural e sua interferência na vida feminina.
Durante a elaboração do roteiro, o diretor do filme realizou uma série de entrevistas com mulheres na faixa etária de 70 a 90 anos, onde foi perguntado a elas sobre suas primeiras experiências sexuais, o casamento e a vida privada.

## Lançamento
O filme teve sua estreia mundial no Festival de Cinema de Cannes 2019, em 20 de maio de 2019. Foi lançado no Brasil primeiramente na Região Nordeste em 19 de setembro de 2019, e em 31 de outubro de 2019 no restante do país, pela Sony Pictures e Vitrine Filmes. Em 20 de agosto de 2019, a Amazon Studios adquiriu os direitos norte-americanos do filme.

## Recepção

### Resposta da crítica
No site do agregador de resenhas Rotten Tomatoes, o filme tem 93% de aprovação com base em 74 resenhas, com uma avaliação média de 7.53 / 10. A revista The Hollywood Reporter selecionou o como um dos "dez melhores filmes do Festival de Cannes" Lee Marshall, do Screen Daily, também elegeu A Vida Invisível de Eurídice Gusmão como um dos "filmes imperdíveis do festival [de Cannes]", e para a Variety o filme  é "um forte concorrente do Brasil na corrida ao Oscar de Melhor Filme Estrangeiro”. Escrevendo para o The Hollywood Reporter, David Rooney elogiou o filme, comentando: "Apesar de suas muitas representações de insensibilidade cruel, injustiça cotidiana e decepção crônica, A Vida Invisível de Eurídice Gusmão é um drama obsessivo que discretamente celebra a resiliência das mulheres mesmo enquanto resistem existências abatidas."

### Prêmios e indicações
| Ano  | Associação                         | Categoria                       | Nomeações                                              | Resultado |
| ---- | ---------------------------------- | ------------------------------- | ------------------------------------------------------ | --------- |
| 2019 | Festival de Cannes                 | Prêmio Un Certain Regard        | A Vida Invisível                                       | Venceu    |
| 2019 | Festival de Cinema de Munique      | Prêmio CineCoPro                | A Vida Invisível                                       | Venceu    |
| 2020 | Grande Prêmio do Cinema Brasileiro | Melhor Longa-Metragem de Ficção | Karim Aïnouz                                           | Indicado  |
| 2020 | Grande Prêmio do Cinema Brasileiro | Melhor Direção                  | Karim Aïnouz                                           | Indicado  |
| 2020 | Grande Prêmio do Cinema Brasileiro | Melhor Ator                     | Gregório Duvivier                                      | Indicado  |
| 2020 | Grande Prêmio do Cinema Brasileiro | Melhor Atriz                    | Carol Duarte                                           | Indicado  |
| 2020 | Grande Prêmio do Cinema Brasileiro | Melhor Atriz                    | Julia Stockler                                         | Indicado  |
| 2020 | Grande Prêmio do Cinema Brasileiro | Melhor Ator Coadjuvante         | Flávio Bauraqui                                        | Indicado  |
| 2020 | Grande Prêmio do Cinema Brasileiro | Melhor Atriz Coadjuvante        | Fernanda Montenegro                                    | Venceu    |
| 2020 | Grande Prêmio do Cinema Brasileiro | Melhor Atriz Coadjuvante        | Bárbara Santos                                         | Indicado  |
| 2020 | Grande Prêmio do Cinema Brasileiro | Melhor Roteiro Adaptado         | Murilo Huser, Karim Aïnouz, Inés Bortagaray            | Venceu    |
| 2020 | Grande Prêmio do Cinema Brasileiro | Melhor Direção de Fotografia    | Hèlenè Louvar                                          | Venceu    |
| 2020 | Grande Prêmio do Cinema Brasileiro | Melhor Montagem Ficção          | Heike Parplies                                         | Indicado  |
| 2020 | Grande Prêmio do Cinema Brasileiro | Melhor Direção de Arte          | Rodrigo Martirena                                      | Venceu    |
| 2020 | Grande Prêmio do Cinema Brasileiro | Melhor Figurino                 | Marina Franco                                          | Venceu    |
| 2020 | Grande Prêmio do Cinema Brasileiro | Melhor Maquiagem                | Rosemary Paiva                                         | Indicado  |
| 2020 | Grande Prêmio do Cinema Brasileiro | Melhor Trilha Sonora            | Benedikt Schiefer, Guilherme Garbato e Gustavo Garbato | Indicado  |
| 2020 | Grande Prêmio do Cinema Brasileiro | Melhor Som                      | Laura Zimmerman, Waldir Xavier e Björn Wiese           | Indicado  |